# Venon, Eure
Venon är en kommun i departementet Eure i regionen Normandie i norra Frankrike. Kommunen ligger i kantonen Le Neubourg som tillhör arrondissementet Évreux. År 2022 hade Venon 389 invånare.

## Befolkningsutveckling
Antalet invånare i kommunen Venon
Referens:INSEE